# Down the Road a Piece
Down the Road a Piece est une chanson de boogie-woogie écrite par Don Raye. Elle est enregistrée par le Will Bradley Trio en 1940 et entre dans le Top 10 dans les derniers mois de l'année. Qualifiée de « petit amalgame soigné de rythme bluesy et de paroles saisissantes et accrocheuses », la chanson est ensuite enregistrée par une variété d'artistes de jazz, de blues et de rock, les versions les plus célèbres étant celles d'Amos Milburn, Chuck Berry et The Rolling Stones. 

## Chanson originale
Down the Road a Piece est enregistrée le 12 août 1940 par des membres du Will Bradley & Ray McKinley Orchestra, et sorti chez Columbia le 20 septembre 1940 en face B de Celery Stalks At Midnight, sous le nom de « Will Bradley Trio » (un terme impropre, car Bradley ne joue pas sur la chanson, tandis qu'un quatrième musicien, l'auteur de la chanson, Don Raye, y participe). Trois musiciens sont mentionnés dans les paroles : 
The drummer man's a guy they call Eight Beat Mack
And you remember Doc and ol' « Beat Me Daddy » Slack
« Eight Beat Mack » fait référence au batteur Ray McKinley, « Doc » au bassiste Doc Goldberg et « Beat Me Daddy Slack » au pianiste Freddie Slack (une allusion à Beat Me Daddy, Eight to the Bar, tube enregistré plus tôt en 1940 par Slack avec le Bradley – McKinley Orchestra). Le chant de Down the Road a Piece est assuré par McKinley et Raye. Le long break instrumental comprend une partie sifflée et un duo délicat entre Goldberg à la basse et Slack au célesta.

## Paroles de la chanson
Les paroles originales sont utilisées dans les reprises effectuées par Harry Gibson et Stan Kenton, tous deux en 1945, et le Glenn Miller Orchestra (dirigé par Ray McKinley) en 1946, mais les enregistrements ultérieurs de Down the Road a Piece modifient généralement le passage qui fait référence aux musiciens. Amos Milburn enregistre la chanson en 1946 en conservant la référence à « Eight Beat Mack », mais il change le vers suivant par « You remember me doggin' old Beat Me Daddy Slack ». Ella Mae Morse chante la chanson au début des années 1950, supprimant des paroles les références à Doc et Slack et les remplaçant par « Sam et Spider-Finger Jack », mais gardant la référence à Eight Beat Mack, malgré le fait que McKinley n'était pas dans le groupe, alors que Slack y était. En 1956, Merrill Moore chante « Eight Beat Joe... Beat Me Daddy Moe ». Chuck Berry, qui enregistre la chanson en 1960, change encore les paroles, remplaçant « Eight Beat Mack » par « Kicking McCoy », et réécrit aussi une grande partie de la chanson, y-compris le titre qui devient Down the Road Apiece. La version de Berry est copiée par Manfred Mann en 1964. Les Rolling Stones en 1965 remplacent « Kicking McCoy » par « Charlie McCoy », probablement une référence à Charlie Watts. Foghat, Brownsville Station et Bruce Springsteen leur emboîtent le pas. À partir des années 1990, cependant, la plupart des musiciens commencent à réutiliser les paroles de 1940.

## Influence
Dans son autobiographie, Henry Mancini rappele que Down the Road a Piece a inspiré son Baby Elephant Walk pour le film Hatari ! en 1961 : « J'ai regardé la scène [des éléphants marchant vers l'abreuvoir] plusieurs fois [et] j'ai pensé : "Oui, ils marchent en 
 eight-to-the-bar", et cela m'a rappelé quelque chose, un vieux boogie-woogie de Will Bradley numéro appelé Down the Road a Piece... Ces petits éléphants avaient définitivement une démarche "boogie-woogie eight-to-the-bar". J'ai écrit Baby Elephant Walk en conséquence ». 
De nombreux artistes enregistrent Down the Road a Piece, avec parfois des variations dans la musique,. Parmi les plus célèbres, on compte notamment :
- Harry Gibson et Stan Kenton, enregistrés live en 1945 au Billy Berg's Rendezvous à Hollywood pour les Services Radio des Forces Armées[7].
- Glenn Miller with Ray McKinley & His Orchestra (1946).
- Amos Milburn, sur un single paru en mai 1947 (Aladdin 161). « Son chant velouté mais puissant, digne des meilleurs blues shouters, et son jeu de piano transforment un petit boogie somme toute classique en une tornade de boogie texan aux confins du rock 'n' roll »[8].
- Ella Mae Morse and Her Boogie Woogie Seven, sous le titre A Little Further Down the Road a Piece, avec solo de guitare électrique et Freddie Slack au piano. Le morceau sort en septembre 1947 sur un album regroupant différents artistes, Campus Classics, puis en single en juin 1948 (Capitol 15097)[9].
- Merrill E. Moore, single sorti en janvier 1956 (Capitol F3311).
- Chuck Berry, sous le titre Down the Road Apiece sur l'album Rockin' at the Hops (1960).
- Manfred Mann, sur The Five Faces of Manfred Mann (en) (1964).
- les Rolling Stones, sur les albums The Rolling Stones No. 2 (Royaume-Uni) et The Rolling Stones, Now! (États-Unis) en 1965. « Cette version des Stones est probablement l'une des plus belles reprises d'une chanson de Berry »[10].
- Brownsville, sur Air Special (1979).
- Foghat, sur Zig-Zag Walk (en) (1983).
- Jerry Lee Lewis, sur Young Blood (1995).
- Joe Grushecky & the Houserockers, avec Bruce Springsteen (chant, guitare), sorti sur l'album Down the Road Apiece Live (1999).
- Chuck E. Weiss, sur Old Souls & Wolf Tickets (2001).
- The Refreshments, sur Jukebox - Refreshing Classics (2008).